# Деніел Чарльз Бранденстайн

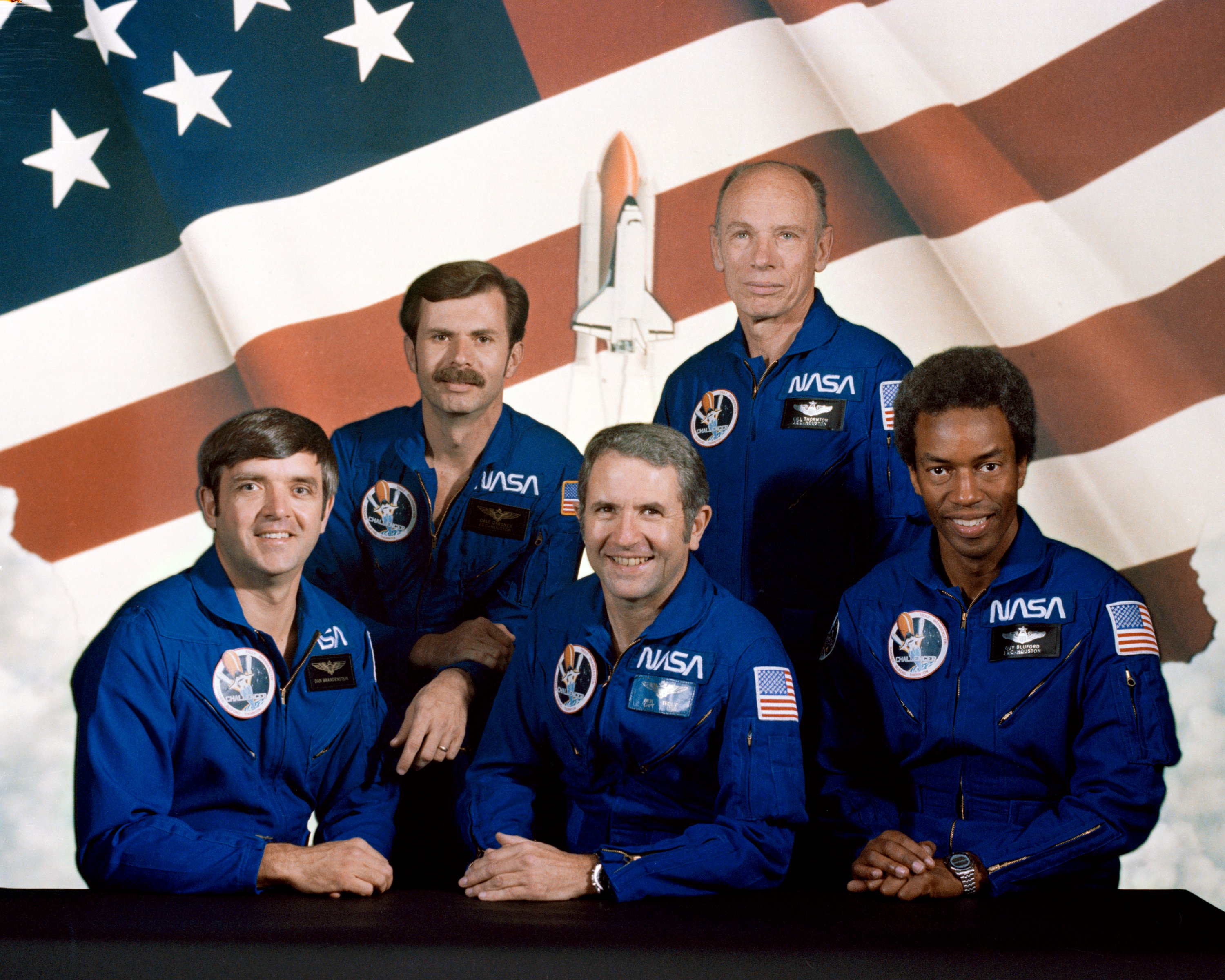
Екіпаж STS-8 зліва на право: Деніел Бранденстайн, Дейл Гарднер, Річард Трулі, Вільям Торнтон, Гайон Блуфорд

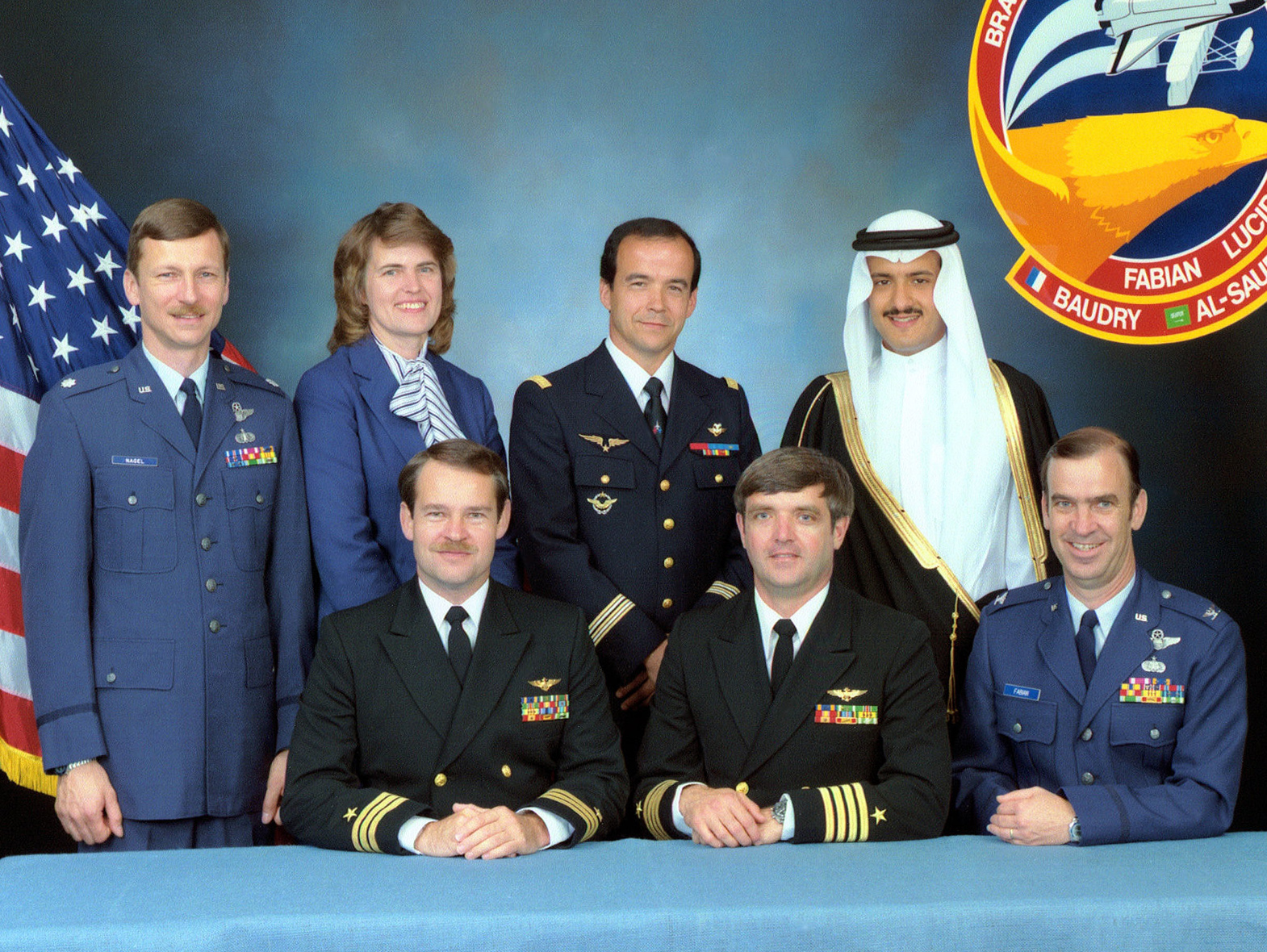
Екіпаж STS-51-G: Верхній ряд: Нейджел, Лусід, Бодрі, Aс-Сауд Нижній ряд: Крайтон, Бранденстайн, Фабіан

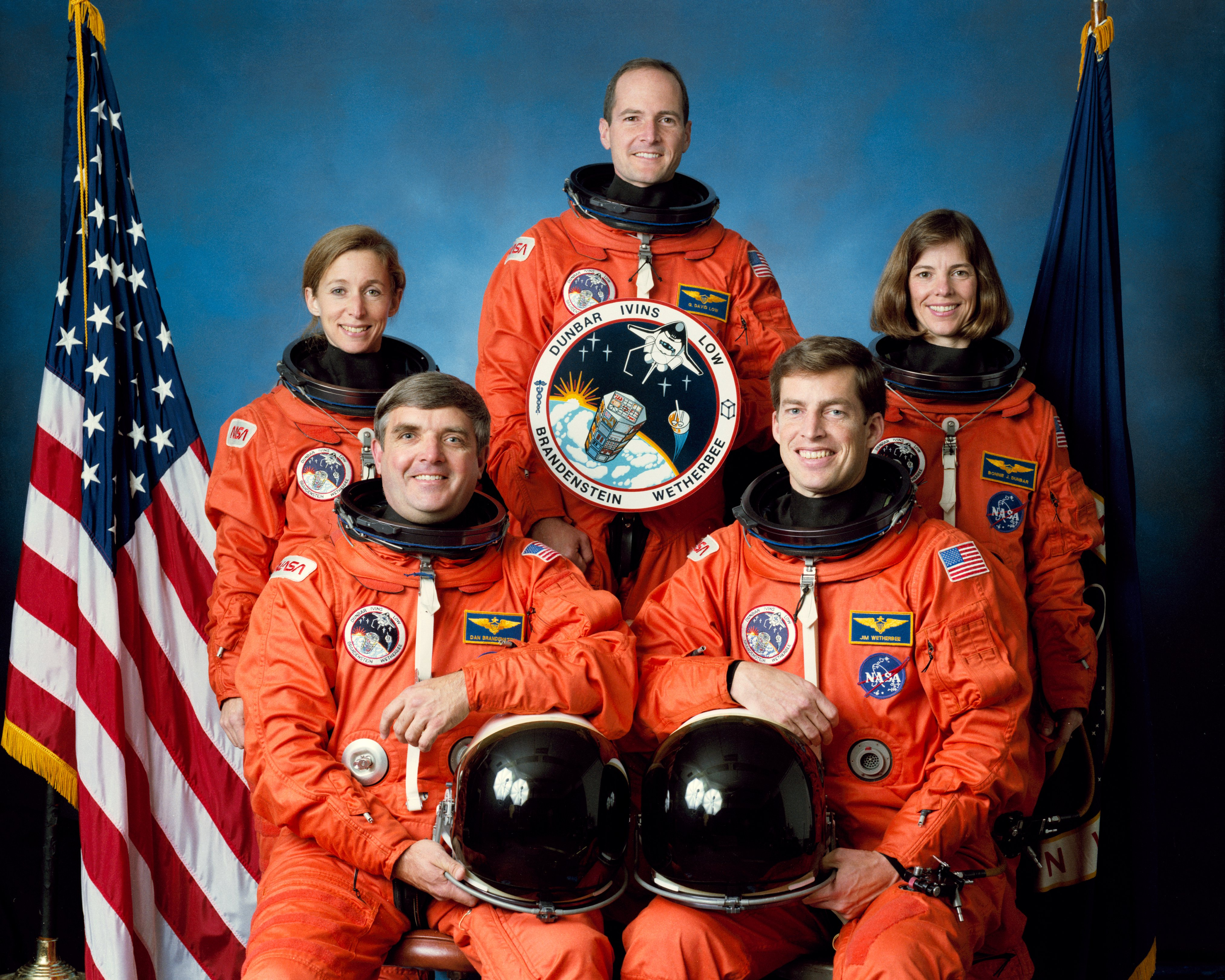
Екіпаж STS-32 -(з сліва-на право): М. Айвінс, Д. Бранденстайн, Дж. Лоу, Дж. Уезербі й Б. Данбар

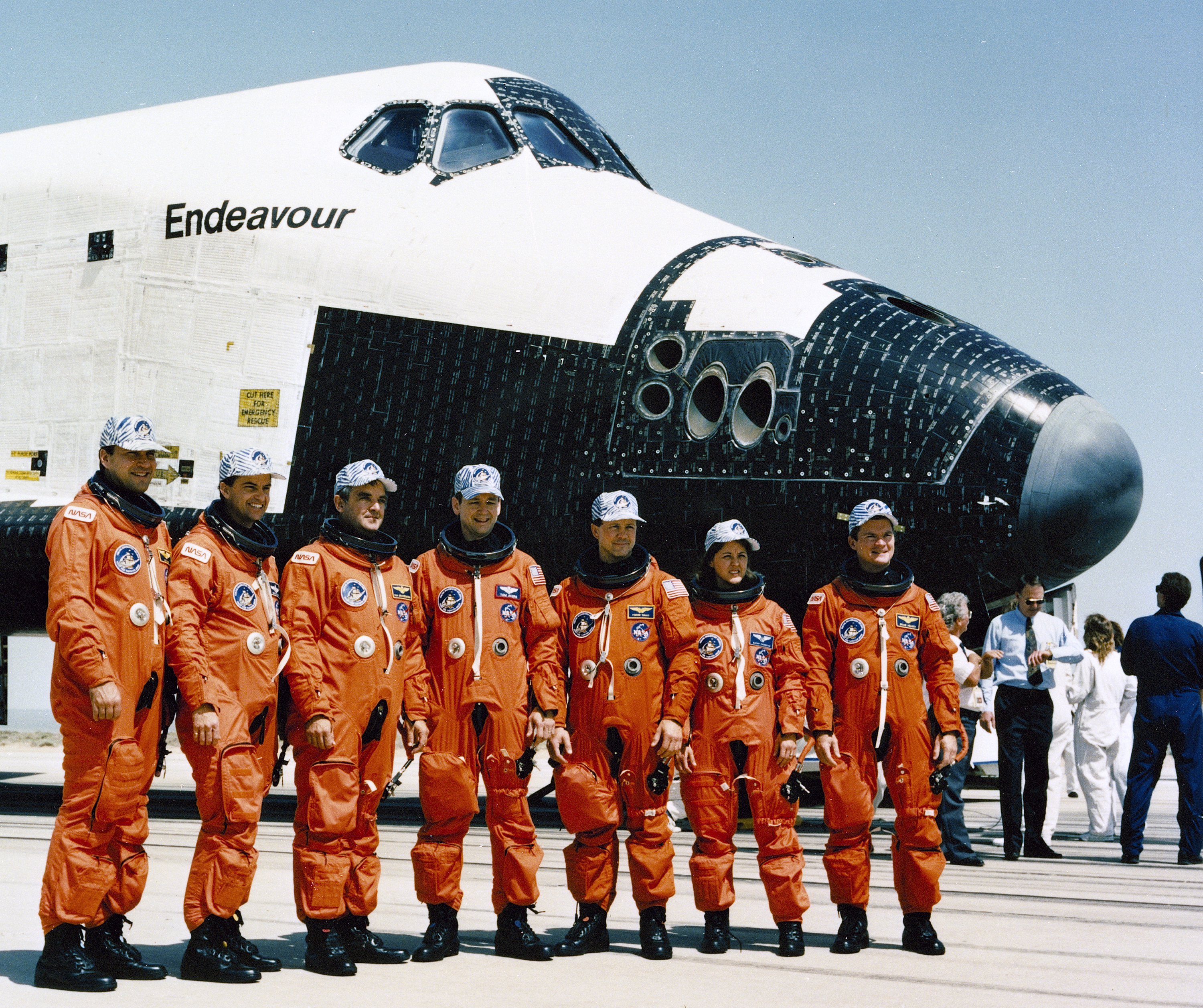
Екіпаж STS-49:З ліва на права: Хіб, Чілтон, Бранденстайн, Айкерс, Туот, Торнтон, Мелник

Деніел Чарлз Бранденстайн (англ. Daniel Charles Brandenstein; 17 січня 1942, Вотертаун, штат Вісконсин) — американський астронавт НАСА, капітан (військове звання) ВПС США (на 1992 рік). Учасник чотирьох польотів на «Спейс шаттл» — STS-8, STS-51-G, STS-32, STS-49, провів у космосі 32 дня 21 годину 9 хвилин 19 секунд.

## Військова служба

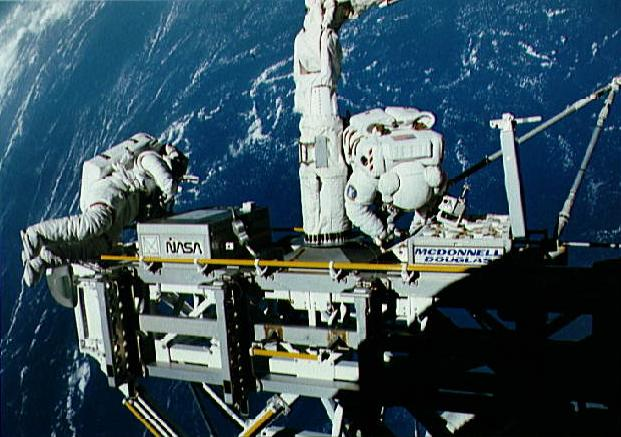
STS-49 — Торнтон і Ейкерс працюють над складанням пірамідальної ферми ASEM

- 1965 p. — вступив на службу у Військово-морські сили США (англ. US Navy) і був приписаний до навчального морське командування повітряного навчання(англ. Naval Air Training Command). Льотну підготовку проходив на авіабазі ВМС в Бівілі, Техас.
- 1967 p. — травень — став військово-морським льотчиком. Після чого був направлений в 128-ю штурмову ескадрилью (VA-128) для перепідготовки на Штурмовик A-6.
- 1968 р. — 1970 рік — служив в 196-й штурмовий ескадрильї (VA-196), літав на Грумман А-6 «Інтрудер». Брав участь у війні у В'єтнамі. З борту авіаносців «Мідуей» англ. USS Midway (CV-41) і «Рейнджер» англ. USS Ranger (CV-61) виконав 192 бойових вильоти. Після повернення в США служив в 5-й випробувальної ескадрильї (VX-5), де проводив оперативні випробування систем озброєнь і тактики застосування літаків А-6. Закінчив Школу льотчиків-випробувачів ВМС США (англ. US Naval Test Pilot School) на авіабазі Петьюксент Рівер (англ. Patuxent River) в Меріленді, після чого служив в Льотно-випробувальному Центрі авіації ВМС (англ. Naval Air Test Center), випробовуючи різні літаки військово-морської Авіцена.
- 1975 p. (березень) — по вересень 1977 року — у складі 145-ї штурмової ескадрильї (VA-145) ніс патрульну службу в західній частині Тихого океану і в Індійському океані на борту авіаносця «Рейнджер».
- 1978 р. — був призначений льотчиком-інструктором літака А-6 в 128-й штурмовий ескадрильї.
- 1992 р. — жовтень пішов у відставку через ВМС.

## Польоти в космос
- STS-8 — Челленджер (шатл) — як пілот шаттла з 30 серпня по 5 вересня 1983 року. Тривалість польоту шаттла — 6 діб 1:00 9 хвилин 32 секунди.
- STS-51-G — Діскавері (шатл) — як командир корабля з 17 по 24 червня 1985 року. Тривалість польоту шаттла — 7 діб 1:00 39 хвилин 34 секунди. У 1989 році був призначений на підготовку як командир корабля для польоту за програмою STS-32.
- STS-32 — Колумбія (шатл) — як командир корабля з 9 по 20 січня 1990 року. Тривалість польоту шаттла — 10 діб 21 год 1 хвилина 39 секунд. З січня 1991 проходив підготовку до польоту як командир корабля STS-49.
- STS-49 — Індевор (шаттл) — перший політ шаттла «Індевор», як командир корабля зі 7 по 16 травня 1992 року. Тривалість польоту шаттла — 8 діб 21 год 18 хвилин 34 секунди. З квітня 1987 до свого відходу у відставку 1 жовтня 1992 керував Відділом астронавтів НАСА.

## Джерело
- Офіційна біографія НАСА [Архівовано 23 листопада 2013 у Wayback Machine.](англ.)